# Burquina Fasso nos Jogos Olímpicos de Verão de 1992
A Burquina Fasso competiu nos Jogos Olímpicos de Verão de 1992 em Barcelona, Espanha.

## Resultados por Evento

### Atletismo
100 m masculino
- Patrice Traoré
  - Eliminatórias — did not start (→ não avançou)

Salto em distância masculino
- Franck Zio
  - Classificatória — 7.70 m (→ não avançou)